# Meragisa alsopia
Meragisa alsopia är en fjärilsart som beskrevs av William Schaus 1939. Meragisa alsopia ingår i släktet Meragisa och familjen tandspinnare. Inga underarter finns listade i Catalogue of Life.